# Music For Life 2010
Music For Life is een jaarlijkse inzamelactie van Studio Brussel ten voordele van Rode Kruis-Vlaanderen.

## Geschiedenis
De vijfde editie van Music For Life liep van 18 tot 24 december 2010. Het Glazen Huis stond tijdens deze editie op de Groenplaats in Antwerpen.  De opbrengst van deze actie ging opnieuw naar het Rode Kruis-Vlaanderen, dit keer om iets te doen aan weeskinderen van aids-ouders.
Het themalied in 2010 was Never Gonna Stop van Milow, de presentatie werd dit jaar verzorgd door Sam De Bruyn, Tomas De Soete en Sofie Lemaire. De zender koos 1 december, Wereldaidsdag, om de meeste details voor de nieuwe campagne bekend te maken.
Quiz for life, een zaalquiz op 12 december met 487 teams van 5 personen in Flanders Expo Gent, was goed voor een vermelding in het Guinness Book of Records als grootste indoorquiz ter wereld. De quiz bracht in totaal 50.000 euro op.

## Opbrengst
| dag | dag            | tijd   | tussenstand | Opmerkingen |
| --- | -------------- | ------ | ----------- | --- |
| 4   | di 21 december | 17.30u | € 791.231   | tussenstand, inclusief € 300.000 van de Vlaamse regering, overhandigd door minister-president Kris Peeters                                                                   |
| 7   | vr 24 december | 17.35u | € 5.020.747 | eindstand, inclusief € 300.000 van de Vlaamse regering, € 50.000 van de stad Antwerpen en € 1.000.000 van de federale regering overhandigd door eerste minister Yves Leterme |

## Acties
- Tijdens Music For Life was er aan het Glazen Huis op de Groenplaats de Music For Life-sjaal te koop. Daarnaast rijdt 'sjaalwijf' Linde Merckpoel Vlaanderen rond om sjaals te verkopen.
- Siska Schoeters ging met een decibelmeter langs bij allerlei acties in Vlaanderen. Per gemeten decibel schonk ING 10 euro aan Music For Life.
- Otto-Jan Ham en Stijn Van de Voorde reden samen met een Vlaamse artiest elke dag rond met de Collectebus. Ze deden 26 plaatsen aan, een voor elke letter in het alfabet. 25 Vlaamse plaatsen, voor de O gingen ze naar 'Olland', naar het Glazen Huis in Eindhoven.

### Het Sjaalwijf
| Datum          | Plaatsen                                                 |
| -------------- | -------------------------------------------------------- |
| zo 19 december | Brugge (Jan Breydelstadion), Torhout, Kortrijk, Oostende |
| ma 20 december | Boechout, Bornem, Kalmthout, Merksem                     |
| di 21 december | Hasselt, Laakdal, Diepenbeek, Hasselt                    |
| wo 22 december | Lokeren, Gent, Merelbeke, Puurs                          |
| do 23 december | 's Gravenwezel, Knokke-Heist, Bredene, Eeklo             |
| vr 24 december | Lier                                                     |

### De Collectebus
| Datum          | Artiest         | Plaatsen                                                                                          |
| -------------- | --------------- | ------------------------------------------------------------------------------------------------- |
| zo 19 december | Absynthe Minded | Antwerpen, Beveren, Chiromeisjes Retie, Dendermonde, Eeklo                                        |
| ma 20 december | Flip Kowlier    | Fonteintjes Oostende, Gent, Hogeschool West-Vlaanderen (Brugge), Izegem                           |
| di 21 december | Arid            | Jabbeke, Kortrijk, Lokeren, Mechelen                                                              |
| wo 22 december | Milow           | Nike Laakdal, Olland (Serious Request in Eindhoven), Peer, Quick Sint-Agatha-Berchem, Rock Ternat |
| do 23 december | The Van Jets    | Sint-Niklaas, Twunch for Life (Brussel), Universiteit Leuven, Vilvoorde, Wetteren                 |
| vr 24 december | Admiral Freebee | X-mas-ontbijt, Jeugdhuis Ypsilon (Aalst), Zandvliet                                               |

### Veilingen
| Omschrijving                                              | Prijs       |
| --------------------------------------------------------- | ----------- |
| Vip-avond op Radio 1-sessie                               | € 10 100,00 |
| Peter Van de Veire en Eva Daeleman                        | € 4 950,00  |
| Training met bondscoach Georges Leekens                   | € 4 600,00  |
| Drumstel van Phil Collins                                 | € 4 583,00  |
| Kunstwerk van Herr Seele                                  | € 2 951,00  |
| Schilderij van Matthias Schoenaerts                       | € 2 081,00  |
| Vip-avond op het Sportgala                                | € 2 081,00  |
| Bedrijfsconcert DAAN                                      | € 2 040,00  |
| X-mas-ontbijt met Admiral Freebee                         | € 2 020,00  |
| Ann Reymen en Tom De Cock                                 | € 2 000,00  |
| Exclusief Kings of Leon-pakket                            | € 1 830,00  |
| Meet & greet met Ozark Henry                              | € 1 550,00  |
| Gesigneerde koelkast van Pukema Rock                      | € 1 370,00  |
| Schetsen van Walter van Beirendonck en studenten          | € 1 300,00  |
| Gesigneerde fine-art-print van Goose                      | € 1 222,00  |
| Dave Peeters en Elke Vanelderen                           | € 1 000,00  |
| Luxe champagnefles gesigneerd door o.m. Cathérine Deneuve | € 1 000,00  |
| Gesigneerd spandoek I Love Techno                         | € 430,00    |

## Gasten
| Datum          | Gasten |
| -------------- | --- |
| za 18 december | Roos Van Acker, Milow, Patrick Janssens, Editors, Siska Schoeters, Elodie Ouedraogo, An Lemmens, Bram Vandeputte, The Black Box Revelation, Matthias Schoenaerts, |
| zo 19 december | Bart Peeters, Triggerfinger, A Brand, Kevin Janssens, Tom Dice, Suske en Wiske, Lambik, Leen Vandersteen, Zornik, Laura Omloop, Bent Van Looy (Das Pop), Absynthe Minded, Bart De Pauw |
| ma 20 december | Hilde van Mieghem, Gunter Lamoot, Patrick De Witte, Vincent Van Quickenborne, Cathérine Vandoorne (Radio 1), Roger van Damme, Lady Linn, Eliza Doolittle, Alex Agnew (Diabolo Blvd.), Marcel Vanthilt, Franky De Smet-Van Damme (Channel Zero), Linde Merckpoel, The Sore Losers, Intergalactic Lovers                                      |
| di 21 december | Gabriel Rios, Tom Helsen, Amatorski en Bram Vanparys (The Bony King of Nowhere), Broken Glass Heroes, Walter Van Beirendonck, Soulsister en Sandrine Van Handenhoven, Linde Merckpoel, Balthazar, Chris Van Espen (Tegen de Sterren op), Sabine Hagedoren, Frank Boeijen, Fixkes, Delvis (Uphigh Collective)                                |
| wo 22 december | Yves Desmet, Absynthe Minded, Dimitri Leue, Sugar Jackson, Tom Barman, Flip Kowlier, Bart Peeters en Len Neefs, Svetlana Bolshakova, Jasper Erkens, DAAN, The Van Jets, Admiral Freebee, School is Cool |
| do 23 december | Arid, De Jeugd Van Tegenwoordig, Hooverphonic, Ann Reymen, Tom De Cock, Eva Daeleman, Novastar, Luc Steeno, The Sunsets, Willy Sommers, Laura Lynn, Christoff en Lindsay, Tom Waes, Stijn Meuris, Sven Pichal (Radio 1), Nigel Williams, Saartje Vandendriessche, Luc Van der Kelen (Het Laatste Nieuws), Arbeid Adelt!, Selah Sue, Sherman |
| vr 24 december | Codasync, Admiral Freebee, dEUS |

- Gasten in het vet kwamen een dakconcert spelen, gasten in cursief speelden in het Glazen Huis zelf.

## Dakconcerten
Elke avond rond 21 uur was er een artiest die een dakconcert verzorgde. Dit is een overzicht van de dakconcerten:
| Datum          | Artiest                                                                              |
| -------------- | ------------------------------------------------------------------------------------ |
| za 18 december | Editors                                                                              |
| zo 19 december | Bart Peeters en Triggerfinger                                                        |
| ma 20 december | Diablo Blvd (Alex Agnew), Marcel Vanthilt en Franky De Smet-Van Damme (Channel Zero) |
| di 21 december | Soulsister en Sandrine Van Handenhoven                                               |
| wo 22 december | The Van Jets en Admiral Freebee                                                      |
| do 23 december | The Sunsets, Luc Steeno, Willy Sommers, Laura Lynn, Christoff, Lindsay en Tom Waes   |
| vr 24 december | Admiral Freebee                                                                      |

## Trivia
- Antwerps Burgemeester Patrick Janssens vroeg met 'Alors on danse' van Stromae de allereerste plaat aan.
- 'No Sound But The Wind (Live at Rock Werchter 2010)' van de Editors was de laatste en ook meest aangevraagde plaat van Music For Life.